# 北京鉄道管理学校
北京鉄道管理学校（ぺきんてつどうかんりがっこう、中：北京铁路管理学校）は中華民国初期に交通伝習所が改組されたもの。
葉恭綽が「北京郵便通信管理学校」とあわせて総監督を務めた。

## 交通伝習所を2校に分離
1916年冬、中華民国交通部は交通伝習所のカリキュラムと授業を充実させるとともに、鉄道管理課程と郵便電気課程の性格の違いに応じて、それぞれ「鉄道管理学校」と「郵便通信管理学校」に再編し、同一校地内でそれぞれに校長を置いて両校を運営することとなった。 陳策が鉄道管理学校の校長、陸夢熊が郵便通信管理学校の校長で、葉恭綽が総監督であった。

## 留学制度の開始
1917年、校内に無線通信局が設置された。同年、留学制度が開始され、学習成績優秀者は公費留学生として1921年までに両校あわせてせて51人が留学した。1920年には無線通信局試験実習室の建設が完了し、有線および無線送受信室、電話室、その他の科学研究施設が完成した。

## 再統合
1921年、「鉄道管理学校」と「郵便通信管理学校」は再び統合され、省が管轄している上海および唐山工業専門学校と合併して交通大学が設立された。